# モルターラ
モルターラ（伊: Mortara）は、イタリア共和国ロンバルディア州パヴィーア県にある、人口約15,000人の基礎自治体（コムーネ）。

## 地理

### 位置・広がり

#### 隣接コムーネ
隣接するコムーネは以下の通り。
- アルボネーゼ
- カステッロ・ダゴーニャ
- チェレット・ロメッリーナ
- チェルニャーゴ
- ガンボロ
- ニコルヴォ
- オレーヴァノ・ディ・ロメッリーナ
- パローナ
- トロメッロ
- ヴィジェーヴァノ

### 気候分類・地震分類
気候分類では、zona E, 2641 GGに分類される。
また、イタリアの地震リスク階級 (it) では、zona 4 (sismicità molto bassa) に分類される
。

## 行政

### 分離集落
モルターラには、以下の分離集落（フラツィオーネ）がある。
- Casoni di Sant'Albino, Cattanea-Casoni dei Peri, Guallina, Madonna Del Campo, Medaglia, Molino Faenza

Municipio